# Oostelijke wimpelstaartkolibrie
De oostelijke wimpelstaartkolibrie (Trochilus scitulus) is een vogel uit de familie Trochilidae (kolibries).

## Verspreiding en leefgebied
Deze soort is endemisch op Jamaica, een eiland in het Caribisch gebied ten zuiden van Cuba en ten westen van het eiland Hispaniola.